# Catena del San Sebastiano

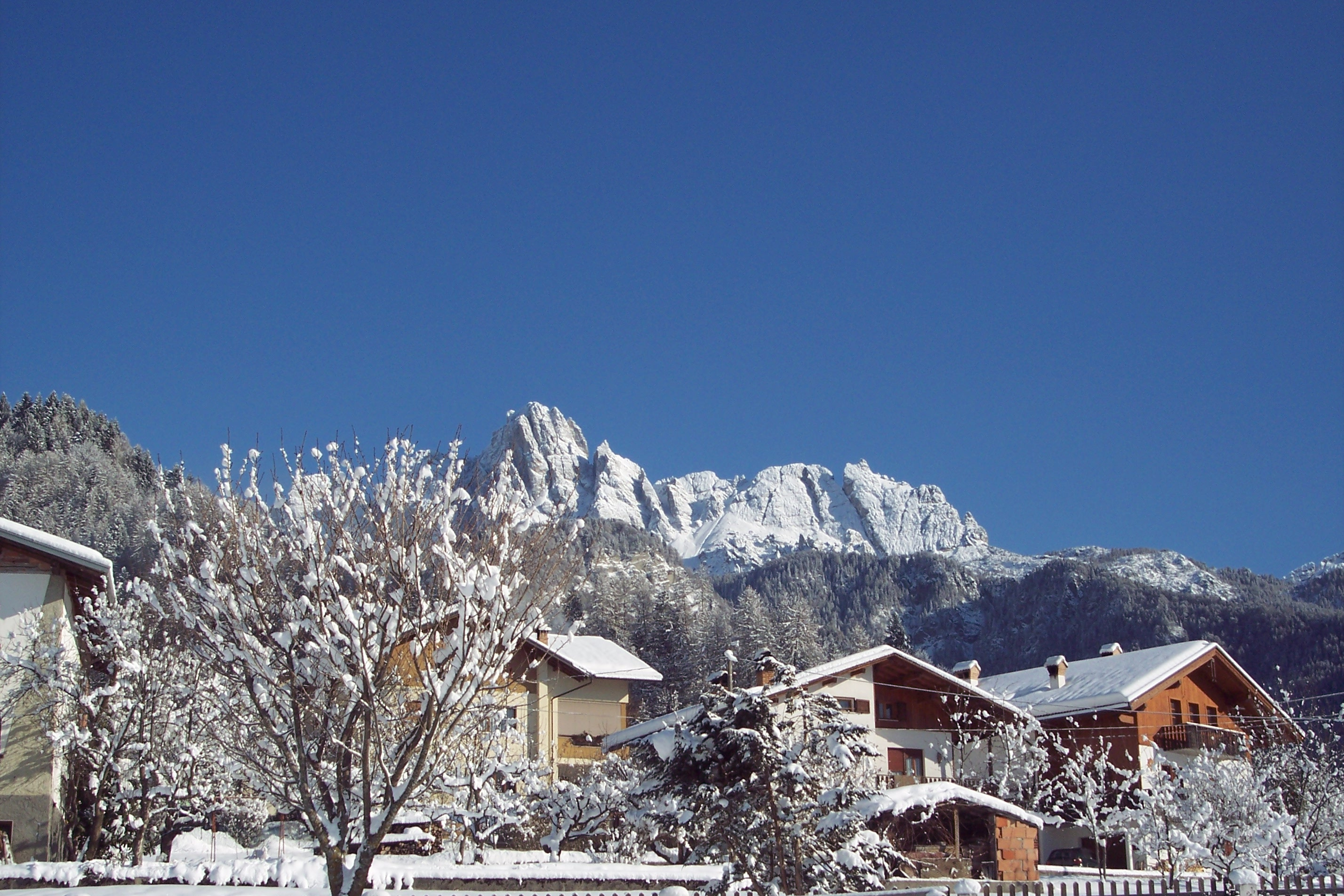
Il Moschesin.

La Catena del San Sebastiano è un gruppo montuoso delle Dolomiti della Provincia di Belluno (Dolomiti Meridionali di Zoldo), che si trova precisamente tra i comuni di La Valle Agordina e Val di Zoldo: è una catena dal chiaro aspetto dolomitico; dal paese di La Valle si possono ammirare, specialmente nei mesi autunnali e invernali, magnifici tramonti dalle sfumature rosa e arancioni.

## Suddivisioni
Può essere suddivisa in 3 sottogruppi:
- San Sebastiano:
  - Cima Nord di San Sebastiano (2488 m);
  - Cresta Sud di San Sebastiano (2440 m);
  - Sas de Càleda (2132 m);
  - Cima dei Gravinai (2303 m);
- Tàmer:
  - Tàmer Piccolo (2550 m);
  - Tàmer Grande (2547 m);
  - Tàmer Davanti (2497 m);
  - Cima delle Forzelete (2448 m);
  - Cima della Gardesana (2446 m)
  - Cima del Costone (2080 m);
- Moschesin:
  - Castello di Moschesin (2499 m);
  - Cima di Forcella Stretta (2337 m);
  - Castelletto (2367 m);
  - Spiz del Moschesin (2315 m).

Lungo il corso della catena sono presenti quattro passi:
- il Passo Duran (1601 m), che ne è l'inizio;
- Forcella La Porta (2326 m), tra San Sebastiano e Tamer;
- Forcella Larga (2175 m), tra Tamer e Moschesin;
- Forcella del Moschesin, che ne segna la fine.

I monti limitrofi sono: la Moiazza a nord-ovest, il Pramper a est, il Monte Talvena e 
il Monte Celo (o Zelo) a sud.
Altre estensioni della catena sono:
- il Col Menadar (1737 m), sotto la Cima del Costone e separato da essa dalla Forcella Dagarei (1620 m);
- il Col Pan d'Ors (1729 m), davanti, cioè a ovest, dello Spiz del Moschesin;
- la Cresta di Valaràz (1883 m), estensione meridionale del Moschesin che lo collega al Monte Celo tramite la Forcella Pòngol (1549 m);
- la Cresta del Petorgnon (1914 m), estensione verso est delle cime delle Forzelete e della Gardesana.

Verso l'Agordino, dal San Sebastiano scende il torrente Rova, mentre dal Moschesin i torrenti Missiaga e Bordina, tutti e tre affluenti del Cordevole. Verso la Val Zoldana, invece, scende dal San Sebastiano il torrente Duràn e dal Tamer il Malìsia, affluenti del Maè.
I sentieri per raggiungere le cime sono piuttosto impervi, in alcuni tratti accompagnati da cordino. È comunque possibile raggiungere Cima Nord del San Sebastiano, il Tamer Grande e Piccolo e il Castello di Moschesin.

## Classificazione
Secondo la SOIUSA la Catena del San Sebastiano è un gruppo alpino con la seguente classificazione:
- Grande parte = Alpi Orientali
- Grande settore = Alpi Sud-orientali
- Sezione = Dolomiti
- Sottosezione = Dolomiti di Zoldo
- Supergruppo = Dolomiti Meridionali di Zoldo
- Gruppo = Gruppo San Sebastiano-Tamer
- Codice = II/C-31.II-B.5